# 文彭
文彭（1498年—1573年），字寿承，号三桥，别号渔阳子、三桥居士，南直隶苏州府长洲县人，祖籍湖廣衡州府衡山縣，明朝政治人物、书画家、篆刻家，曾任南京国子监博士，人称文国博。

## 家族
父文徵明，书画家；文彭为长子。

## 藝術成就
能画擅书，书法以篆、隶见长。尤精篆刻，风格雅正，质朴浑厚，力师秦汉，使当时印坛面目为之一新。
文彭酷爱印章艺术，原先写完印稿另外请工匠雕琢，比如藏于上海博物馆的其传世之作“七十二峰深处”是枚象牙章。偶然的机会，他发现了青田石，并用其为印材，从此文人纷纷自篆自刻，完全脱离了与专业刻工的合作，对篆刻艺术的发展起了很大的作用。他是公认的明清文人篆刻流派的开山鼻祖。周亮工《印人传》：“印之一道，自国博开之，后人奉为金科玉律。”

## 篆刻作品舉例

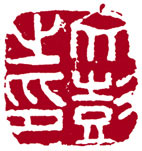
文彭之印
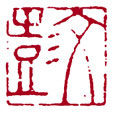
文彭
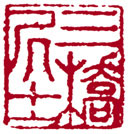
三桥居士
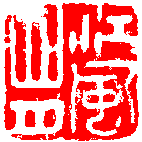
江风山月
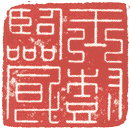
玉树临风
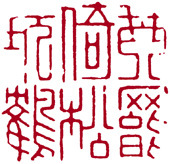
琴罢倚松玩鹤
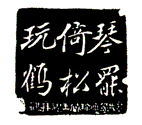
琴罢倚松玩鹤边款

## 延伸阅读
[在维基数据编辑]
 在维基共享资源阅览影像